# Georg Lerch
Georg August Lerch (* 11. August 1792 in Darmstadt; † 20. März 1857 ebenda) war ein deutscher Architekt und hessischer Politiker als Abgeordneter der 2. Kammer der Landstände des Großherzogtums Hessen.

## Leben
Georg Lerch war der Sohn des Maurermeisters Johann Philipp Lerch (1762–1800) und dessen Ehefrau Maria Magdalena Lerch geborene Schneider († 1849). Lerch, der evangelischen Bekenntnisses war, heiratete am 21. März 1820 in Hamburg Anna Elisabeth geborene Fersenfeld (1792–1847).
Lersch besuchte von 1801 bis 1806 das Gymnasium in Darmstadt. Er wurde 1812 Baukonduktor und zugleich Mathematik-Lehrer an der Bauschule Darmstadt. 1815 trat er in das architektonische Institut von Friedrich Weinbrenner in Karlsruhe ein. Nach einer Italienreise von 1815 bis 1818 wurde er 1818 wirklicher Baumeister in Darmstadt, 1821 Lehrer für Mathematik und Architektur an der neu gegründeten Realschule Darmstadt. 1822 wurde er zum Landbaumeister ernannt, 1832 wurde er Kreisbaumeister der Provinz Starkenburg. Seit 1836 war er Hof- und Militärbaumeister und seit 1837 Oberbaurat bei der Oberbaudirektion. 1854 erhielt er den Charakter eines Geheimen Baurats. Er ging 1856 in den Ruhestand.
Von 1841 bis 1849 gehörte er der Zweiten Kammer der Landstände an. Er wurde für den Wahlbezirk der Stadt Darmstadt gewählt. 1848 war er Mitglied des Vorparlaments.

## Bauten
- Rathaus Seligenstadt (unter Denkmalschutz)[2]
- Kirche St. Paul in Offenbach am Main (Einweihung 28. Oktober 1828)[3]
- Kirche St. Sebastian in Eppertshausen
- Evangelische Kirche in Sickenhofen
- Evangelische Kirche in Erfelden
- Evangelische Kirche in Roßdorf bei Darmstadt